# Marko Milič
Marko Milič (Kranj, 7. svibnja 1977.) je slovenski profesionalni košarkaš. Može igrati obje krilne pozicije, a trenutačno je član francuskog kluba Entente Orléanaise Loiret. 

## Karijera
Nakon što je izabran na  NBA draftu od strane 76ers-a, Miliča su zamijenili u Phoenix Sunse. Nakon što je u dvije sezone odigrao ukupno 44 utakmice, odlučio se je na povratak u Europu. Odlazi u Union Olimpiju, a kasnije je još igrao za Real Madrid, Bolognu, Roseto i Scavolini. U listopadu 2009. potpisao je jednogodišnji ugovor vrijedan oko 200 tisuća dolara za francuski Entente Orléanaise Loiret.

## Vanjske poveznice
- Profil na NBA.com
- Profil na NLB.com